# Saki Akai
Saki Akai  (赤井沙希, Akai Saki, nacida el 24 de enero de 1987) es una luchadora profesional retirada, actriz, ídolo, modelo y tarento japonesa que actualmente trabaja para DDT Pro-Wrestling (DDT) y Tokyo Joshi Pro Wrestling (TJPW). Su padre es el ex boxeador profesional Hidekazu Akai.

## Carrera

### Circuito independiente (2011-presente)
Akai hizo su debut en la lucha libre profesional en el Ice Ribbon en el Ice Ribbon 1st Anniversary Show el 1 de junio de 2011, donde se asoció con Hikaru Shida y luchó contra Tsukasa Fujimoto y Makoto en un sorteo de límite de tiempo. Es conocida por sus puestos en varias promociones de lucha libre profesional como Tokyo Joshi Pro Wrestling, y en el show TJP Tokyo Joshi Pro '17 el 4 de enero, derrotó a Miyu Yamashita. También trabajó para World Wonder Ring Stardom, y en el Climax de fin de año el 23 de diciembre de 2014, desafió sin éxito a Yoshiko por el Campeonato Mundial de Stardom. Durante su tiempo con Seadlinnng, trabajó con varios luchadores, como en el programa SEAdLINNNG / Yoshiko Produce el 26 de julio de 2020, donde se asoció con Aja Kong y Asuka para derrotar a Ayame Sasamura, Hiroyo Matsumoto y Yoshiko. Mientras competía por Pro Wrestling Wave, obtuvo una victoria contra Syuri y Sakura Hirota mientras se unía a Yumi Ohka en Sunday WAVE vol.37 el 23 de febrero de 2020. En el Wizard of OZ 2017 de Oz Academy el 25 de enero de 2017, se asoció con Aja Kong y Rina Yamashita para derrotar a Ozaki-gun (Maya Yukihi, Mayumi Ozaki y Yumi Ohka en otra lucha por equipos.

### DDT Pro-Wrestling y Tokyo Joshi Pro Wrestling (2013-presente)
Saki Akai trabajó la mayor parte de su carrera para DDT Pro-Wrestling (DDT) y Tokyo Joshi Pro Wrestling (TJPW). En TJPW, fue una ex campeona de parejas de princesas bajo el nombre de Sakisama y se unió a Azusa Christie como NEO Biishiki-gun para derrotar a los MiraClians (Shoko Nakajima & Yuka Sakazaki) por los títulos en "Let's Go! Go! If You Go! When You Go! If You Get Lost You Just Go To Nerima!" el 3 de febrero de 2018. En DDT, trabajó como parte del establo de Eruption y se unió a sus compañeros de stable Yukio Sakaguchi y Kazusada Higuchi para convertirse en Campeones de Parejas de KO-D 6-Man al derrotar a #DamnHearts (Tetsuya Endo, T-Hawk y El Lindaman) en una lucha por equipos intergénero de seis personas en "DDT TV Show! #7" el 20 de junio de 2020. Es una excampeona de Ironman Heavymetalweight en múltiples ocasiones, y la última vez ganó en DDT New Year Special 2020 en enero, en una batalla de guanteletes que también involucra al campeón, Omochi, Antonio Honda, Gorgeous Matsuno, Kazuki Hirata, Keigo Nakamura, Mizuki Watase, Toru Owashi y Yuki Iino. Pro Wrestling Illustrated la clasificó en el puesto 478 entre los 500 mejores luchadores individuales de 2020. En TJPW Still Incomplete el 17 de abril de 2021, Akai ganó el Princess Tag Team Championship junto a Mei Suruga como Neo Biishiki-gun después de derrotar a las hermanas Bakuretsu (Nodoka Tenma y Yuki Aino).

## Otros medios
Akai ha firmado con la agencia de talentos japonesa Platinum Production. Apareció en varias películas como Lady Ninja: Blue Shadow, en 2018, en la que interpretó el papel de Konatsu Kujo y Gianto Monster Mono (2016) en la que interpretó el papel de Lisa.

## Campeonatos y logros
- DDT Pro-Wrestling
  - Ironman Heavymetalweight Championship (21 veces)
  - KO-D 6-Man Tag Team Championship (1 vez) – con Kazusada Higuchi y Yukio Sakaguchi

- Tokyo Joshi Pro Wrestling
  - Princess Tag Team Championship (3 veces) – con Azusa Christie (1), Misao (1) y Mei Saint-Michel (1)

- Tokyo Sports
  - Premio Novato (2014)[16]

- Pro Wrestling Illustrated
  - Situado en el Nº478 en los PWI 500 de 2020[17]